# Josef Wesenauer
Josef Wesenauer (* 11. Februar 1872 in Hallstatt, Oberösterreich; † 11. Mai 1959 ebenda) war ein oberösterreichischer Arbeiter, Gewerkschaftsfunktionär, sozialistischer Politiker und Hallstätter Bürgermeister.

## Leben
Josef Wesenauer wurde in Hallstatt als Sohn des Bergarbeiters und Hausbesitzers Michael Wesenauer und Maria, geb. Pilz, geboren. 1897 heiratete er Anna Brandmüller.

## Berufliche Tätigkeit
- 7. Juni 1919–15. Februar 1934 Bürgermeister von Hallstatt
- 23. Juni 1919–18. Mai 1925  Abgeordneter zum Oberösterreichischen Landtag (XII. Wahlperiode) für die Sozialdemokratische Partei (SD).
- 2. Juli 1925–29. Januar 1931  Abgeordneter zum Oberösterreichischen Landtag (XIII. Wahlperiode) für die Sozialdemokratische Partei (SD).